# Sućidar
Sućidar je gradska četvrt na istočnom dijelu grada Splita. Sa sjevera i istoka omeđen je Velebitskom ulicom, s juga Vukovarskom, a sa zapada Ulicom Bruna Bušića. Ime kotara potječe iz srednjeg vijeka, a nastalo je prema predromaničkoj crkvici sv. Izidora iz 9. stoljeća od koje je sačuvan nadvratnik s tri križa i ulomak zabata oltarne ograde koji se čuvaju u Muzeju grada Splita.